# Bingawan
Bingawan is een gemeente in de Filipijnse provincie Iloilo op het eiland Panay. Bij de laatste census in 2010 telde de gemeente ruim 13 duizend inwoners.

## Geografie

### Bestuurlijke indeling
Bingawan is onderverdeeld in de volgende 14 barangays:
| - Agba-o - Alabidhan - Bulabog - Cairohan - Guinhulacan - Inamyungan - Malitbog Ilawod | - Malitbog Ilaya - Ngingi-an - Poblacion - Quinangyana - Quinar-Upan - Tapacon - Tubod |

## Demografie
Bingawan had bij de census van 2010 een inwoneraantal van 13.432 mensen. Dit waren 1.173 mensen (9,6%) meer dan bij de vorige census van 2007. Ten opzichte van de census van 2000 was het aantal inwoners gegroeid met 1.566 mensen (13,2%). De gemiddelde jaarlijkse groei in die periode kwam daarmee uit op 1,25%, hetgeen lager was dan het landelijk jaarlijks gemiddelde over deze periode (1,90%).

De bevolkingsdichtheid van Bingawan was ten tijde van de laatste census, met 13.432 inwoners op 85,2 km², 157,7 mensen per km².